# Pomarzany Fabryczne (gromada)
Pomarzany Fabryczne – dawna gromada, czyli najmniejsza jednostka podziału terytorialnego Polskiej Rzeczypospolitej Ludowej w latach 1954–1972.
Gromady, z gromadzkimi radami narodowymi (GRN) jako organami władzy najniższego stopnia na wsi, funkcjonowały od reformy reorganizującej administrację wiejską przeprowadzonej jesienią 1954 do momentu ich zniesienia z dniem 1 stycznia 1973, tym samym wypierając organizację gminną w latach 1954–1972.
Gromadę Pomarzany Fabryczne z siedzibą GRN w Pomarzanach Fabrycznych utworzono – jako jedną z 8759 gromad na obszarze Polski – w powiecie kolskim w woj. poznańskim, na mocy uchwały nr 24/54 WRN w Poznaniu z dnia 5 października 1954. W skład jednostki weszły obszary dotychczasowych gromad Dąbrówka, Krzewata, Nowa Wioska, Pomarzany, Rgilew (Rgielew) i Wólka Czepowa ze zniesionej gminy Drzewce, a także obszar dotychczasowej gromady Straszków ze zniesionej gminy Kłodawa – w tymże powiecie. Dla gromady ustalono 24 członków gromadzkiej rady narodowej.
31 grudnia 1971 gromadę zniesiono, a jej obszar włączono do gromad: Kłodawa (miejscowości Dąbrówka, Górki, Józefów Guzowski, Pomarzany Fabryczne, Rgilew, Straszków, Straszkówek i Wola Czepowa) i Olszówka (miejscowości Błędów, Krzewata, Nowa Wioska i Przybyszew) w tymże powiecie.